# Liste des maires de Provins
Cet article dresse une liste par ordre de mandat des maires de Provins.

## Liste des maires
| Période                                  | Période | Identité             | Étiquette | Qualité |
| ---------------------------------------- | ------- | -------------------- | --------- | ------- |
| Les données manquantes sont à compléter. |         |                      |           |         |
| 1554                                     |         | François de Beaufort |           |         |
|                                          |         | Étienne de Beaufort  |           |         |
| 1761                                     | 1765    | M. Jeannot           |           |         |
| 1765                                     |         | Claude Rivot         |           |         |
| 1771                                     |         | M. Saulsoy           |           |         |

| Période                                  | Période                       | Identité                   | Étiquette    | Qualité |
| ---------------------------------------- | ----------------------------- | -------------------------- | ------------ | --- |
| Les données manquantes sont à compléter. |                               |                            |              | |
| 1800                                     | 1822                          | Jean-Baptiste Laval        |              | |
| 1822                                     | 1828                          | Pierre Buchère de Lépinois |              | |
| 1828                                     | 1831                          | Étienne Auguste Gervais    |              | |
| 1831                                     | 1842                          | Émile Bourquelot           |              | Conseiller d'arrondissement |
| 1842                                     | 1848                          | Antoine Destremeau         |              | |
| 1848                                     | 1848                          | Louis Michaud              |              | |
| 1848                                     | 1849                          | Louis Marin                |              | |
| 1849                                     | 1852                          | François Meunier           |              | |
| 1852                                     | 1852                          | A.-Victor Garnier          |              | |
| 1852                                     | 1866                          | François Meunier           |              | |
| 1866                                     | 1868                          | Étienne Bourgeat           |              | |
| 1868                                     | 1878                          | Alexandre Le Bailly        |              | |
| 1878                                     | 1882                          | Théodore Lebeau            |              | |
| 1882                                     | 1908                          | Auguste Lamour             |              | |
| 1908                                     | 1912                          | Adrien Munaut              |              | |
| 1912                                     | 1914                          | Fernand Augé               |              | |
| 27 janvier 1915                          | 25 mai 1917                   | Julien Langé               |              | |
| 25 mai 1917                              | 3 février 1919                | Georges Gerbeaux           |              | |
| 1919                                     | 1940                          | Fernand Augé               | Rad.         | |
| 14 juin 1940                             | 12 juillet 1940               | M. Labarre                 |              | |
| 1940                                     | mai 1941                      | Fernand Augé               | Rad.         | |
| mai 1941                                 | mai 1953                      | Lucien Osselin             |              | Nommé conseiller départemental en 1943 |
| mai 1953                                 | 1963                          | Léon Henry                 |              | |
| 1963                                     | mars 1965                     | André Dujeu                |              | Professeur |
| mars 1965                                | mars 1997 (démission)         | Alain Peyrefitte           | UDR puis RPR | Sénateur de Seine-et-Marne (1995 → 1999) Député de Seine-et-Marne (4e circ.) (1968 → 1973 puis 1982 → 1995)                                                              |
| avril 1997                               | mars 2001                     | Robert Chevalier           | RPR          | |
| mars 2001                                | août 2002                     | Christian Jacob            | RPR puis UMP | Exploitant agricole Député de Seine-et-Marne (4e circ.) (1995 → 2002) |
| août 2002                                | avril 2006                    | Françoise Depret           | UMP          | |
| avril 2006                               | juillet 2017                  | Christian Jacob            | UMP-LR       | Exploitant agricole Député de Seine-et-Marne (4e circ.) (2007 → ) Président de la CC du Provinois (2004 → 2017) Démissionnaire à la suite de sa réélection comme député. |
| juillet 2017                             | En cours (au 11 juillet 2017) | Olivier Lavenka            | LR           | Collaborateur parlementaire Conseiller départemental de Provins (2015 → ) Président de la CC du Provinois (2017 → )                                                      |